# Transport d'Ekman

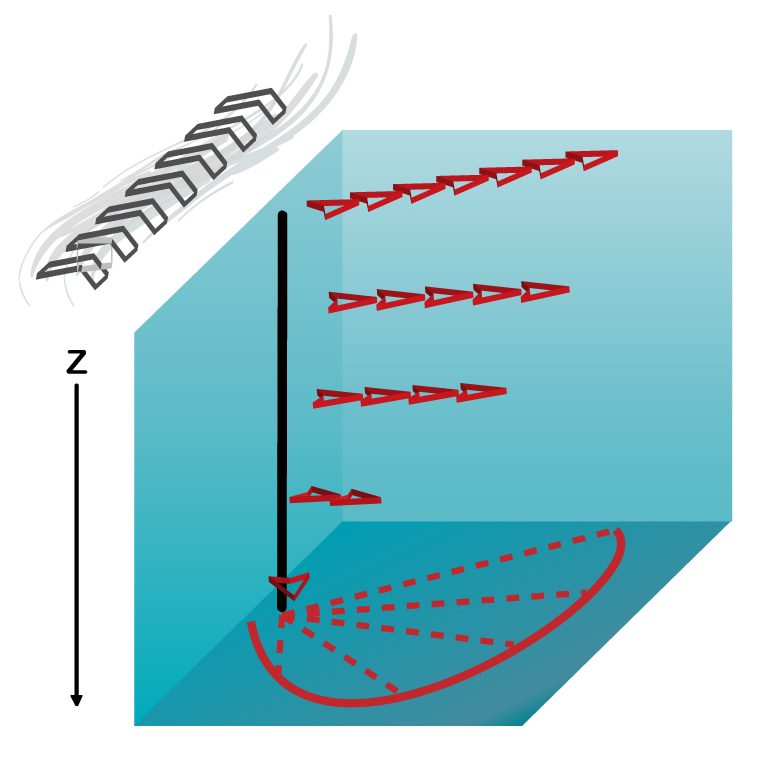
El "Transport Ekman" és el moviment net del fluid com a resultat de l'equilibri entre les forces de Coriolis i les forces d'arrossegament entre capes de fluid. A la imatge de dalt, corresponent a un volum d'aigua de l'hemisferi nord, el vent que bufa vers el Nord crea una tensió superficial i una espiral Ekman resultant de forces que van desviant-se cap a la dreta es troba a sota de la columna d'aigua.

El  transport d'Ekman , descrit per Vagn Walfrid Ekman, és el moviment de les masses d'aigua oceàniques (i els materials que estan en suspensió dins d'elles) amb un cert angle respecte a la direcció del corrent superficial. S'obté integrant verticalment l'espiral d'Ekman, procés en què cada capa d'aigua de l'oceà arrossega per viscositat la capa immediatament inferior. S'inicia amb l'acció del vent sobre l'aigua propera a la superfície de l'oceà, causant el moviment d'aquesta. A causa d'això cada capa d'aigua és afectada pel moviment de la capa superior, o inferior en el cas de la fricció de la capa límit inferior.
Per raó de l'efecte Coriolis, el  moviment de la superfície de l'oceà  es desvia cap a la dreta a l'hemisferi nord i cap a l'esquerra a l'hemisferi sud respecte a la direcció del vent en la superfície. Cada capa d'aigua que va sent arrossegada per la capa superior experimenta el mateix efecte de desviament pel que fa a la capa superior, encara que cada vegada en menor magnitud, els vectors de moviment formen una espiral d'Ekman. El  moviment mitjà de les aigües oceàniques  a totes les profunditats (a causa del transport d'Ekman) és de 90° cap a la dreta a l'hemisferi nord i 90° a l'esquerra a l'hemisferi sud respecte a la direcció del vent en la superfície. Si aquest corrent transporta aigua des de la costa (per exemple, quan un corrent procedent del sud progressa al llarg de la costa occidental d'un continent austral, amb el consegüent transport net d'Ekman cap a l'esquerra, és a dir, mar endins cap a l'Oest), crea una surgència des de la profunditat amb aigües riques en nutrients. Les costes on ocorre el fenomen són regions riques per a la pesca. Les aigües arrossegades pel vent es constitueixen en corrents superficials que tenen una profunditat de 10 a 100 metres. Per sota del corrent superficial ja actua el gir d'Ekman.